# District de Carcassonne
Le district de Carcassonne est une ancienne division territoriale française du département de l'Aude de 1790 à 1795.
Il était composé des cantons de Carcassonne, Alzonne, Azille, Cappendu, Caunes, Cavanac, Conques, Cuxac, Mas Cabardes, Montolieu, Montreal, Pennautier, Peyrac, Preixan et Trebes.